# Georges Pouille
Pour les articles homonymes, voir Pouille.
Georges Pouille, né le 16 mai 1975 à La Tronche, est un criminel français, auteur d'au moins deux meurtres de fillettes, en 1991 et 1996, à Voreppe, dans le département de l'Isère.
Le 17 avril 1991, le corps de Sarah Syad, six ans, est retrouvé, à quelques centaines de mètres de son domicile, le lendemain de son disparition. Celui de Saïda B., dix ans, est découvert le 26 novembre 1996, deux jours après sa disparition, à moins d'un kilomètre de chez elle,.
En 2008, ces deux homicides sont reliés à l'affaire des « disparus de l'Isère »,.
En 2013, de nouvelles analyses des prélèvements biologiques liés à l'enquête sont réalisées et permettent de confondre Georges Pouille, alors âgé de 38 ans. Celui-ci est arrêté, le 23 juillet 2013, après 22 ans d'impunité, et placé en détention provisoire,,.
En mars 2016, Pouille est condamné à 30 ans de réclusion criminelle pour le meurtre de Saïda Berch. Après avoir fait appel, il est finalement condamné à la réclusion criminelle à perpétuité. En ce qui concerne le meurtre de Sarah Syad, Pouille est condamné, en juillet 2016, à 13 ans de réclusion criminelle, du fait de son âge au moment des faits : il avait 15 ans et 11 mois,,.
Au vu de la durée de son impunité — 22 ans —, les enquêteurs se demandent si Pouille n'est pas un tueur en série.

## Biographie
Georges Pouille naît le 16 mai 1975 à La Tronche. Il naît d'un viol, commis par son père, M. Dos Santos, un portugais reparti au pays. Son beau-père, M. Pouille accepte de le reconnaître et ainsi, d'assurer son éducation. Élevé par sa mère et son beau-père, Pouille a deux frères, qu'il décrit comme chéris par leurs parents, tandis que lui se sent non-désiré. La famille déménage à Voreppe.
En 1988, à l'âge de 13 ans, Pouille commence à consommer des produits stupéfiants et vole l'argent de ses parents pour s'acheter ses drogues. Mis à la porte et n'ayant nulle part où aller, George passe plusieurs de ces nuits dehors, dans sa voiture et prend l'habitude de dormir sur le matelas du chien : sa mère lui confisquant son matelas à plusieurs reprises.
Pouille est habité d'une violence due à la consommation de stupéfiants et se fait interner en hôpital psychiatrique, des suites d'une crise. Pouille est en échec scolaire et fait des propositions malsaines à ces camarades de classe féminines : il leur demande de lui faire des fellations.
Pouille enchaîne les petits boulots et parvient à obtenir le statut de travailleur handicapé, au début des années 2000, après avoir contracté la maladie de Steinert.
En 2004, à 29 ans, Pouille vit en concubinage avec Christelle, elle même en grandes difficultés. Ensemble, ils donnent naissance à un fils, Sébastien, en 2009. George démontrera de nouveau un comportement violent vis-à-vis de sa concubine. A plusieurs reprises, il lui porte des coups. Christelle décide de porter plainte contre lui.
Pouille vit toujours dans le même quartier de Voreppe. L'homme fréquente les frères et sœurs des victimes. Son jeune âge l'exclut des autres meurtres infantiles ayant eu lieu en Isère, relatifs aux « Disparus de l'Isère ». Pouille boite, ne travaille plus et, selon ses voisins, n'est ni dangereux, ni violent. Il semble être tellement atteint qu'il n'a plus le goût à rien.
Il est fiché, en 2005 et 2008, pour conduite sous l'emprise de stupéfiants, ce qui permettra de le confondre dans deux meurtres.

## Les faits et l'enquête

### Premières recherches
Le 16 avril 1991, Sarah Syad, âgée de six ans, disparait de l'aire de jeu située en bas du domicile familial, dans le quartier de Bourg-Vieux à Voreppe. Son corps est retrouvé le lendemain dans un bois, à 300 m de là. Elle a été étranglée et des violences sexuelles sont constatées lors de l'autopsie. Une empreinte digitale est recueillie sur un paquet de mouchoirs par les enquêteurs et des échantillons biologiques sont prélevés sur les vêtements de la victime. Plusieurs centaines d'habitants de Voreppe, dont le père et les frères de Sarah, sont convoqués par la gendarmerie pour que leurs empreintes soient relevées et comparées. Les enquêteurs tentent d'exploiter l'empreinte digitale recueillie sur la scène du crime, mais Georges Pouille, âgé de 15 ans et 11 mois, n'est pas fiché et ne peut être identifié,,.
Le 24 novembre 1996, Saïda Berch, âgée de dix ans, quitte son domicile pour se rendre au gymnase et disparaît après avoir été aperçue en compagnie d'un jeune homme à vélo. Son corps est retrouvé deux jours plus tard, le 26 novembre 1996, au bord d'un canal d'irrigation. Elle aussi a été étranglée, mais aucune trace d'agression sexuelle n'est relevée. Le pull de la victime, noué autour de son cou, est conservé par les enquêteurs. A la suite du meurtre de Saïda B., les gendarmes auditionnent plus de cinq cent personnes, dans l'espoir de retrouver l'adolescent qui a été vu à vélo avec la petite fille peu avant sa disparition. Une nouvelle fois, les empreintes digitales de presque tous les hommes et garçons de la commune sont relevées, mais pas celles de Georges Pouille, pourtant lui aussi entendu comme témoin,,. Il possède un vélo du même type et de la même couleur que le jeune homme recherché, mais son emploi du temps n'est pas vérifié par les enquêteurs,,.
Ne menant à aucune piste, l'instruction aboutit à un non-lieu, le 28 septembre 1999,.

### Rapprochement des deux affaires
Le 21 avril 2006, les deux affaires sont liées pour n'en former qu'une seule. Le rapprochement est effectué en raison des nombreuses similitudes existantes dans ces deux dossiers,,.
En 2008, le procureur général de Grenoble décide de relancer l'enquête sur six meurtres, dont ceux de Sarah et Saïda, espérant des avancées grâce à l’évolution des techniques d'analyse et de comparaison ADN. Les investigations sont confiées à la cellule « Mineurs 38 » de la gendarmerie, mobilisée pour résoudre les nombreux cas d'enfants tués ou disparus dans le département de l'Isère.
En mars 2013, la juge d'instruction chargée de l'affaire, Catherine Léger, envoie les prélèvements biologiques sous scellés dans un laboratoire d'analyse moléculaire à Bordeaux. Ces dernières expertises permettent enfin d'identifier Georges Pouille, un homme de 38 ans, marié et père d'un enfant, atteint de la maladie de Steinert, qui est en fait un ancien voisin de Sarah S. et un ami de la famille de Saïda B.,,.

## Arrestation et incarcération
Georges Pouille est arrêté à son domicile de Voreppe, le matin du 23 juillet 2013, et placé en garde à vue à Grenoble. Son profil génétique correspond aux échantillons prélevés sur les scènes de crime, notamment sur les manches du pull de Saïda,. Pendant les interrogatoires, il reconnaît avoir été présent sur les lieux, mais nie être responsable de la mort des deux petites filles,.
Le 25 juillet 2013, Pouille est mis en examen pour tentative de viol et meurtre, sur la personne de Sarah Syad et de meurtre sur la personne de Saïda Berch. Il est placé en détention provisoire, à la Maison d'arrêt de Lyon-Corbas,,.
Pour les familles des victimes, dont le suspect est resté proche, c'est la consternation : Pouille a déjà confié son fils à l'un des familles pour le garder. De son côté, Christelle et son fils ne sont plus respectés depuis la mise en examen de Pouille et sont victimes de menaces de mort,.
Dans la nuit du 25 septembre 2013, la mère et le frère de Pouille sont victimes de coups et blessures, par deux sœurs de Sarah Syad, après s'être croisés par hasard dans la rue. Les deux sœurs comparaissent, le 23 octobre 2013, et sont condamnées à 15 mois de prison avec sursis, ainsi qu'une interdiction de rentrer en contact avec la famille Pouille.
Les enquêteurs cherchent à déterminer si Pouille a pu faire d'autres victimes, entre 1991 et 2013, mais ne parviennent pas à le lier d'autres meurtres ; l'Auvergne-Rhône-Alpes contenant un trop grand nombre de disparitions non-résolues. Certains pensent que ses problèmes de santé, à partir des années 2000, l'ont contraint à arrêter de tuer. D'autres, en revanche, pensent qu'il a pu sévir dans d'autres secteurs et qu'il aurait pu récidiver s'il n'avait pas été arrêté,.
En ce qui concerne les autres affaires des Disparus de l'Isère, sa culpabilité est écartée, du fait de son jeune âge,.

## Procès et condamnations

### Jugement dans l'affaire Saïda Berch
Le 9 mars 2016, Pouille est d'abord jugé pour le meurtre de Saïda Berch, devant la cour d'assises de l'Isère, à Grenoble,.
Lors de son jugement, Pouille refuse de répondre aux questions, même au moment de simplement confirmer son identité. Au cours de l'après-midi, la cour d'assises découvre le parcours et le contexte familial de l'accusé à travers l'audition de sa mère. Dans une ambiance pesante, elle décrit comment ce jeune homme, né d'un viol et rejeté durant son enfance, consommait des stupéfiants dès l'âge de treize ans. Des crises de violences et un internement psychiatrique sont évoqués,,.
L'accusé sort du silence lors de son deuxième jour de procès, mais ne reconnaît pas avoir tué Saïda. Il raconte avoir été suivi par la petite fille, avant de lui porter un coup à la tête qui lui a fait perdre connaissance. Il aurait ensuite laissé la victime contre un arbre, en vie, et en prenant soin de nouer son pull autour de son cou. Cette version, en contradiction avec les éléments matériels de l'enquête, n'est pas retenue,.
Le 11 mars 2016, Pouille est reconnu coupable du meurtre de Saïda B. et condamné à trente ans de réclusion criminelle,.
Pouille interjette appel de sa condamnation, mais voit sa peine alourdie en réclusion criminelle à perpétuité.

### Jugement dans l'affaire Sarah Syad
Le procès de Pouille débute de 12 mai 2016, devant le tribunal pour enfants de Grenoble, pour l'agression sexuelle et le meurtre de Sarah Syad. Le procès se déroule à huis clos car, au moment des fait, Pouille était âgé de 15 ans et 11 mois,.
Les audiences doivent durer deux jours, mais le procès est interrompu le lendemain matin, après le malaise d'un avocat, qui doit être hospitalisé,. Les plaidoiries et les réquisitions sont reportées au 12 juillet 2016, après deux mois d'interruption. Ce même jour, Georges Pouille est condamné à 13 ans de réclusion criminelle,.
Une fois encore, il conteste l'ensemble des accusations portées à son encontre et refuse de parler, face à une famille désabusée,.

## Vie en prison
Georges Pouille est toujours incarcéré à cette date. Il prévoit de demander une suspension de peine due à son état de santé,.

### Documentaires télévisés
- « Qui a tué Sarah et Saïda ? » (deuxième reportage) dans « Spéciale police scientifique », diffusé le 12 mai 2014 dans Crimes sur NRJ 12.
- « Affaire Georges Pouille, la vérité 22 ans après » dans Au bout de l'enquête, la fin du crime parfait ? diffusé le 6 avril 2024 sur France 2.

### Émissions radiophoniques
- « Georges Pouille : un "Cold Case" aux assises » le 15 mars 2016 dans L'Heure du crime de Jacques Pradel sur RTL.
- « George Pouille : le tueur sans visage de Voreppe » le 28 mars 2023 dans L'Heure du crime de Jean-Alphonse Richard sur RTL.